# Santa Ana River
Der Santa Ana River ist einer der größten Flüsse in Südkalifornien. Seine Quelle befindet sich im San Bernardino National Forest im San Bernardino County. Von dort fließt er auf einer Länge von etwa 150 Kilometern bis zu seiner Mündung in den Pazifik bei Huntington Beach.
Durch das aride Klima der Region führt der Fluss meist nur wenig Wasser; nach Regenfällen ergibt sich trotzdem eine erhebliche Hochwassergefahr. Nach Überflutungen in den Jahren 1862, 1938 und 1969 wurden große Teile des Flusses kanalisiert sowie Dämme und Rückhaltebecken errichtet. Das größte Rückhaltebecken, Seven Oaks, wurde 1999 fertiggestellt.
Die Namen der Städte Santa Ana und Anaheim am Unterlauf des Flusses leiten sich vom Namen Santa Ana River ab.